# Öwezgeldi Ataýew
Öwezgeldi Ataýew (russo:  Овезгельды Атаев, tr. Ovezgel'dy Atayev; nascido em 1951) é um político turcomano, sendo presidente do parlamento  do Turcomenistão.
Exerceu o cargo de presidente da Assembleia do Turcomenistão de 2002 a 2006 e, conforme a Constituição do Turcomenistão, tornaria-se o presidente interino do país após a morte repentina do Presidente Saparmurat Niyazov em dezembro de 2006. No entanto, o Conselho de Segurança de Estado do Turcomenistão informou que Atayev não seria nomeado presidente interino devido a um processo criminal aberto contra si. Ele foi acusado de supostas  actividades criminosas e abuso de poder e viu assim a sua tomada de posse bloqueada o que representou efetivamente um golpe constitucional por parte das elites governantes.
Gurbanguly Berdimuhamedow, que foi um dos vários vice-primeiros-ministros e ministro da Saúde, sucedeu a Niyazov. De acordo com o Kommersant, Atayev foi preso em 21 de dezembro de 2006. Berdimuhamedow assinou uma ordem de demissão de Atayev por "cometer um ato incompatível com o alto cargo que lhe foi confiado". Ele foi acusado em uma declaração de assediar e humilhar sua nora e levá-la à tentativa de suicídio. Posteriormente, foi preso até março de 2012.